# Пренель, Барт
Барт Пренель (англ. Bart Preneel; 15 сентября 1963) — бельгийский криптограф и криптоаналитик, профессор Лёвенского католического университета, член исследовательской группы COSIC президент Международной ассоциации криптографических исследований, руководитель проекта ECRYPT.

## Области исследования
Главная область исследований — информационная безопасность, основные направления работ: криптографические алгоритмы и протоколы, а также их применение в мобильной связи, компьютерной и сетевой безопасности. Наиболее интересными темами для исследований являются хеш-функции, алгоритмы MAC, потоковые и блочные шифры.

## Профессорская и исследовательская деятельность

### Преподавание в университетах
Полный профессор, читает курсы по криптологии, сетевой безопасности, теории кодирования, дискретной математики в Лёвенском католическом университете.
Приглашенный профессор Датского технического университета, Рурского университета в Бохуме, Технического университета Граца, Бергенского университета и Гентского университета.
В 1993—1994 годах был научным сотрудником в Калифорнийском университете в Беркли.

### Участие в публичных мероприятиях
Организатор IPICS 2006 и соорганизатором WISSEC 2006, также организовал двухгодичную Летнюю школу по криптографии ESAT-COSIC. Главным преимуществом этого курса является то, что в нём принимают участие специалисты по криптографии из разных сфер деятельности: начиная от известных исследователей в криптографии до специалистов в применении криптографии в банковском и телекоммуникационном бизнесе. На последнем курсе было около 80 участников.
Пренель также читал лекции и курсы в Австрии (2), Бразилии, Китае, Дании, Эстонии, Финляндии (6), Франции (2), Греции (4), Индии, Ливане , Польше (2), Испании, Швеции, Тунисе (2), Великобритании и США (2).

### COSIC
Computer Security and Industrial Cryptography — научно-исследовательская группа при кафедре электротехники Лёвенского католического университета, одним из руководителей которой является Пренель.
Целью научно-исследовательской деятельности COSIC является создание электронных систем для безопасного взаимодействия. Например, технологии для сохранения конфиденциальности, создания стойких к взлому подписей, качественной идентификации, абсолютной анонимности, безопасной оплаты счетов и честных выборов.
Исследование сосредоточено на разработке, оценке и реализации криптографических алгоритмов и протоколов для развития архитектуры системы безопасности, для информационных и коммуникационных систем.
Пренель внес свой ценный вклад в рост исследовательской группы COSIC. В эту группу входило около 12 постдоков, 40 аспирантов и исследователей.

### ECRYPT II
Является руководителем проекта Общества передового опыта в криптографии ECRYPT II (European Network of Excellence for Cryptology II (2008—2013)).
ECRYPT II — европейская сеть передового опыта в области криптографии, финансируемого в рамках Седьмой программы Европейской Комиссии (Information & Communication Technologies (ICT) Programme of the European Commission’s Seventh Framework Programme (FP7)) под номер контракта ИКТ-2007-216676 информационных и коммуникационных технологий.
ECRYPT II начался 1 августа 2008 года и закончился 31 января 2013. Его цель заключалась в дальнейшем усилении сотрудничества европейских исследователей в области информационной безопасности.

### IACR
Международная Ассоциация Криптографических исследований (The International Association for Cryptologic Research (IACR)) является некоммерческой научной организацией, цель которой заключается в дальнейших исследованиях в криптологии и смежных областях. Занимает должность одного из директоров в IACR на срок с 2014 по 2016.

## Работы Пренеля

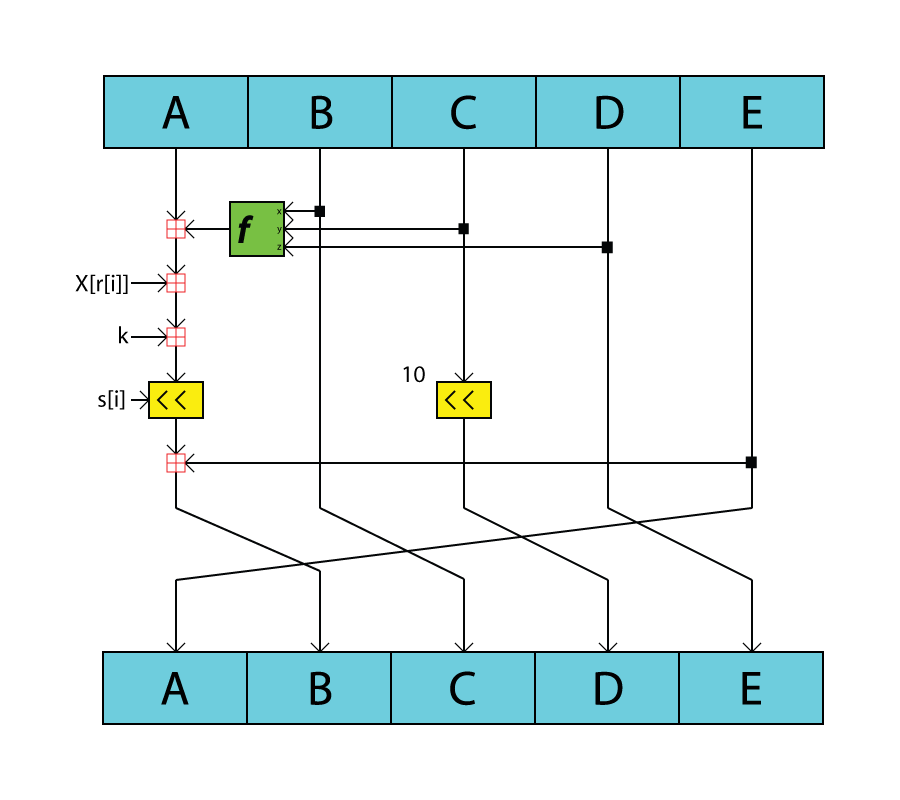
Суб-блок функции сжатия алгоритма хеширования RIPEMD 160

### RIPEMD-160
RIPEMD-160 (от англ. RACE Integrity Primitives Evaluation Message Digest) — хеш-функция, разработанная Пренелем, Хансом Доббертином и Антоном Босселарсом (Antoon Bosselaers) и впервые опубликованная в 1996 году.
Для произвольного входного сообщения функция генерирует 160-разрядное хеш-значение, называемое хеш-суммой сообщения. RIPEMD-160 является улучшенной версией RIPEMD, которая использует принципы MD4 и по производительности сравнима с более популярной SHA-1.
Также существуют 128-, 256- и 320-битные версии этого алгоритма, которые, соответственно, называются RIPEMD-128, RIPEMD-256 и RIPEMD-320. 256- и 320-битные версии отличаются удвоенной длиной хеш-функции, что уменьшает вероятность коллизий, но при этом функции не являются более криптостойкими.

### Односторонняя функция сжатия Миагути — Пренеля

Односторонняя функция сжатия Миагучи-Пренеля

Односторонняя функция сжатия Миагути — Пренеля является расширенным вариантом аналогичной функции Matyas-Meyer-Oseas. Это была функция, независимо предложенная Бартом Пренелем и Сёдзи Миагути.